# Wald-Kegelchen
Das Wald-Kegelchen (Euconulus trochiformis) ist eine Schneckenart in der Familie der Kegelchen (Euconulidae) aus der Unterordnung der Landlungenschnecken (Stylommatophora).

## Merkmale
Das rechtsgewundene Gehäuse ist kegelförmig mit mäßig konvexer Basis. Im Habitus erscheint das Gehäuse daher kegelförmig-kugelig. Die Maße sind: 2,8 bis 3,5 mm in der Breite und 2 bis 2,5 mm in der Höhe. Es besitzt 5 Umgänge, die mäßig und gleichmäßig zunehmen. Die Umgänge sind an der Peripherie stark gewölbt und durch eine tiefe Naht voneinander abgesetzt. Die Außenlinie ist nahezu gerade. Die Mündung steht schief zur Windungsachse. Die Mündung ist asymmetrisch mondsichelförmig. Der Mundsaum ist einfach, gerade und nicht verdickt. Durch die enge Aufwindung ist kein Nabel zu sehen.
Die Gehäuse sind honigbraun und durchscheinend. Die Oberseite des Gehäuses ist stark glänzend. An der Unterseite sind schwache Spirallinien vorhanden. Hier ist die Oberfläche nur matt-glänzend.
Der Weichkörper des Tieres ist grau. Dadurch, dass der Weichkörper durch die Schale durchscheint, sieht das Gehäuse hellbräunlich aus.

## Ähnliche Arten
Das Dunkle Kegelchen (Euconulus praticola) besitzt das dunkelste Gehäuse, dann folgt das Wald-Kegelchen, das ein deutlich helleres Gehäuse hat. Sehr hell (und am hellsten) ist das Helle Kegelchen (Euconulus fulvus). Dies ist durch die Farbe des Weichkörpers bedingt. Das Dunkle Kegelchen (Euconulus praticola) besitzt einen blauschwarzen bis schwarzen Weichkörper, das Wald-Kegelchen einen hellgrauen Weichkörper, während das Helle Kegelchen auch einen sehr hellen Weichkörper hat.
Beim Dunklen Kegelchen ist die Basis weniger abgeflacht und mehr gerundet im Vergleich zu den zwei anderen Kegelchen, und die Naht ist tiefer. Beim Hellen Kegelchen ist die Mündung annähernd symmetrisch mondsichelförmig, während das Dunkle Kegelchen und das Wald-Kegelchen eine deutlich asymmetrische mondsichelförmige Mündungsöffnung hat. Das Dunkle Kegelchen und das Wald-Kegelchen bewohnen feuchtere Lebensräume als das Helle Kegelchen.

## Geographische Verbreitung und Lebensraum
Das Verbreitungsgebiet ist nur sehr ungenügend bekannt. Welter-Schultes gibt Europa einschließlich der Britischen Inseln und Skandinavien an.
Die Art bevorzugt alte feuchte Wälder, wo die Tiere in der Laub- und Bodenstreu leben. Die Art scheint feuchtere Standorte als das Helle Kegelchen zu bevorzugen. Gelegentlich kommen beide Arten sympatrisch vor. In der Schweiz steigt die Art bis auf 2500 m über Meereshöhe an. Sie lebt dort generell in sehr feuchten Biotopen am Rand von semi-eutrophen Carex-Sümpfen und -rieden. Sie ist häufig mit der Sumpf-Windelschnecke (Vertigo antivertigo) vergesellschaftet.

## Taxonomie
Das Taxon wurde 1803 von Georges Montagu aufgestellt. Es ist nach derzeitigen Kenntnisstand wahrscheinlich, dass in Mitteleuropa drei Euconulus-Arten vorkommen, doch über Artabgrenzung, Variabilität, ökologische Zuordnung und z. T. auch über die Nomenklatur herrscht noch keine Klarheit. Besonders umstritten ist die durch keine eingehende Untersuchung fundierte Übertragung des aus England beschriebenen Taxon(namens) trochiformis auf kontinentaleuropäische Formen. Die Fauna Europaea und die MolluscaBase behandeln trochiformis als gültigen Namen dieser Art. Erst molekulargenetische und tiefer gehende taxonomisch-nomenklatorische Untersuchungen dürften neue Erkenntnisse bringen, ob die kontinentaleuropäische Form wirklich mit der aus England beschrieben Form identisch ist.

## Gefährdung
Nach der IUCN Red List of Threatened Species ist die Art nicht gefährdet. Allerdings sind die bisher bekannten Vorkommen sehr lokal. Aus Frankreich kennt man nur drei Vorkommen. In der Schweiz ist die Art häufiger, aber auch hier sind die Vorkommen sehr lokal. Sie gilt in Österreich als stark gefährdet, in der Schweiz als gefährdet, ebenso in Niedersachsen, Rheinland-Pfalz und Bayern. Für Deutschland insgesamt ist die Datenlage nicht ausreichend, um Aussagen zur Bestandssituation zu machen.